# Io piaccio/Dixieland 53
Io piaccio/Dixieland '53 è un singolo di Fred Buscaglione e i suoi Asternovas, pubblicato nel 1956.

## I brani
Dixieland '53 fu incluso nel primo album Fred Buscaglione e i suoi Asternovas, mentre Io piaccio in quello successivo, Fred Buscaglione e i suoi Asternovas, sempre dello stesso anno.

## Tracce
Lato A
1. Io piaccio (testo di Alvaro Ferrante De Torres, musica di Tirannio)

Lato B
1. Dixieland '53 (Buscaglione)